# Bulbophyllum denticulatum
Bulbophyllum denticulatum är en orkidéart som beskrevs av Robert Allen Rolfe. Bulbophyllum denticulatum ingår i släktet Bulbophyllum och familjen orkidéer. Inga underarter finns listade i Catalogue of Life.